# Pothyne laosica
Pothyne laosica là một loài bọ cánh cứng trong họ Cerambycidae.